# 大都会大厦 (马德里)
大都会大厦（西班牙语：Edificio Metrópolis）是西班牙首都马德里的一座办公大楼，位于阿尔卡拉街（Calle de Alcalá）和格兰大道（Gran Vía）转角。
该建筑建于1907-1911年，业主为La Unión y el Fénix保险公司，获选进行设计的建筑师为Jules and Raymond Février 。1907年开工时，格兰大道尚处于设计阶段。
其建筑风格为法国布杂艺术风格，在当时颇为罕见。

## 位置
通常认为格兰大道开始于大都会大厦，但其门牌号码其实是阿尔卡拉街39号。

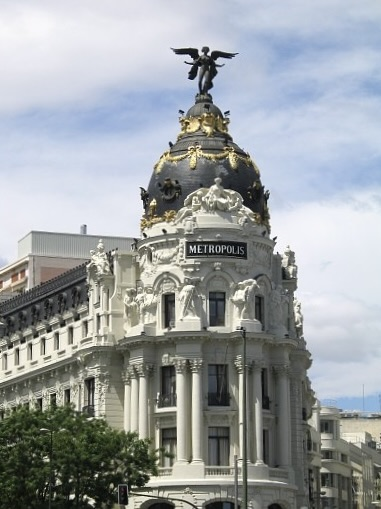
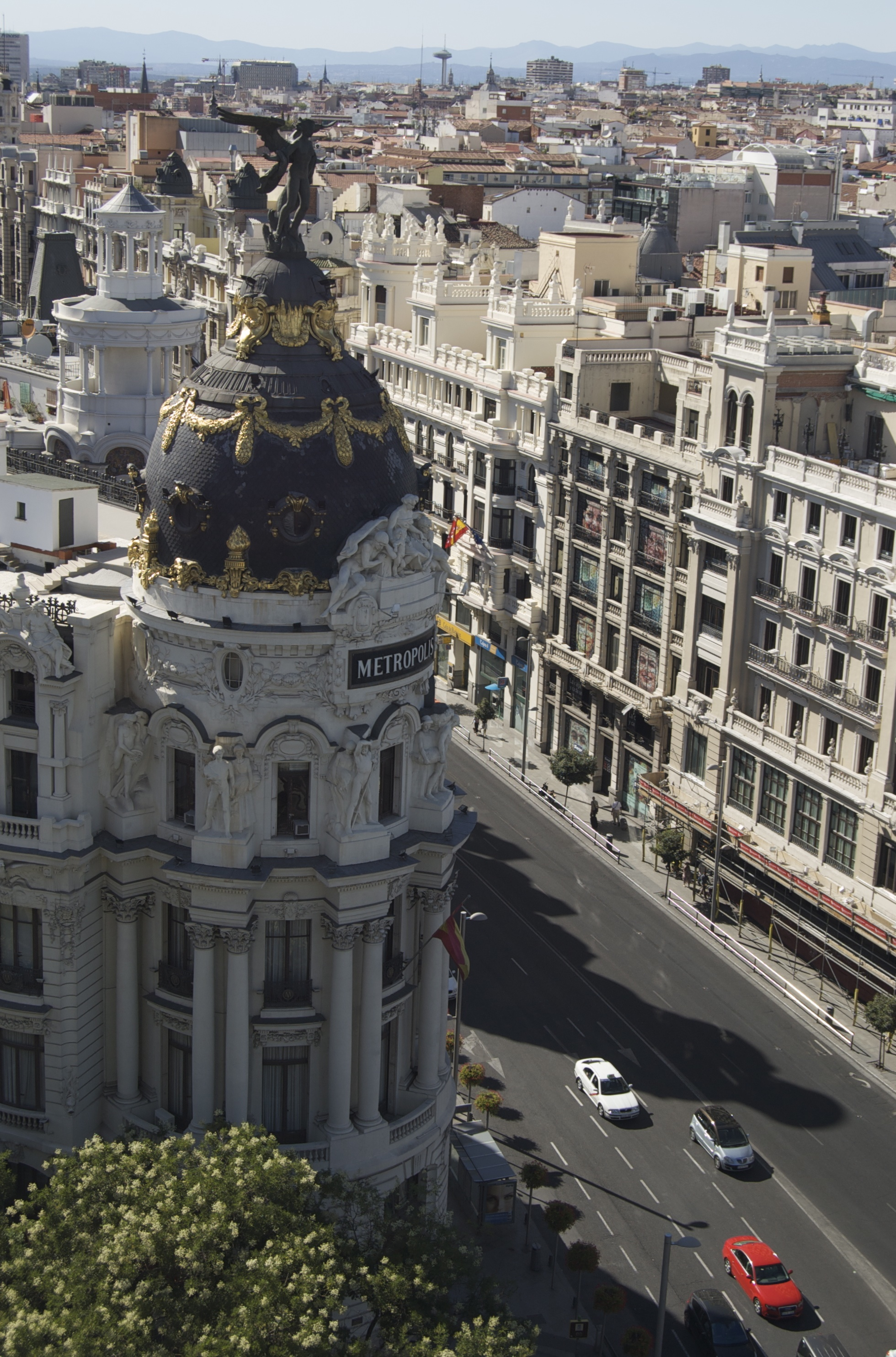
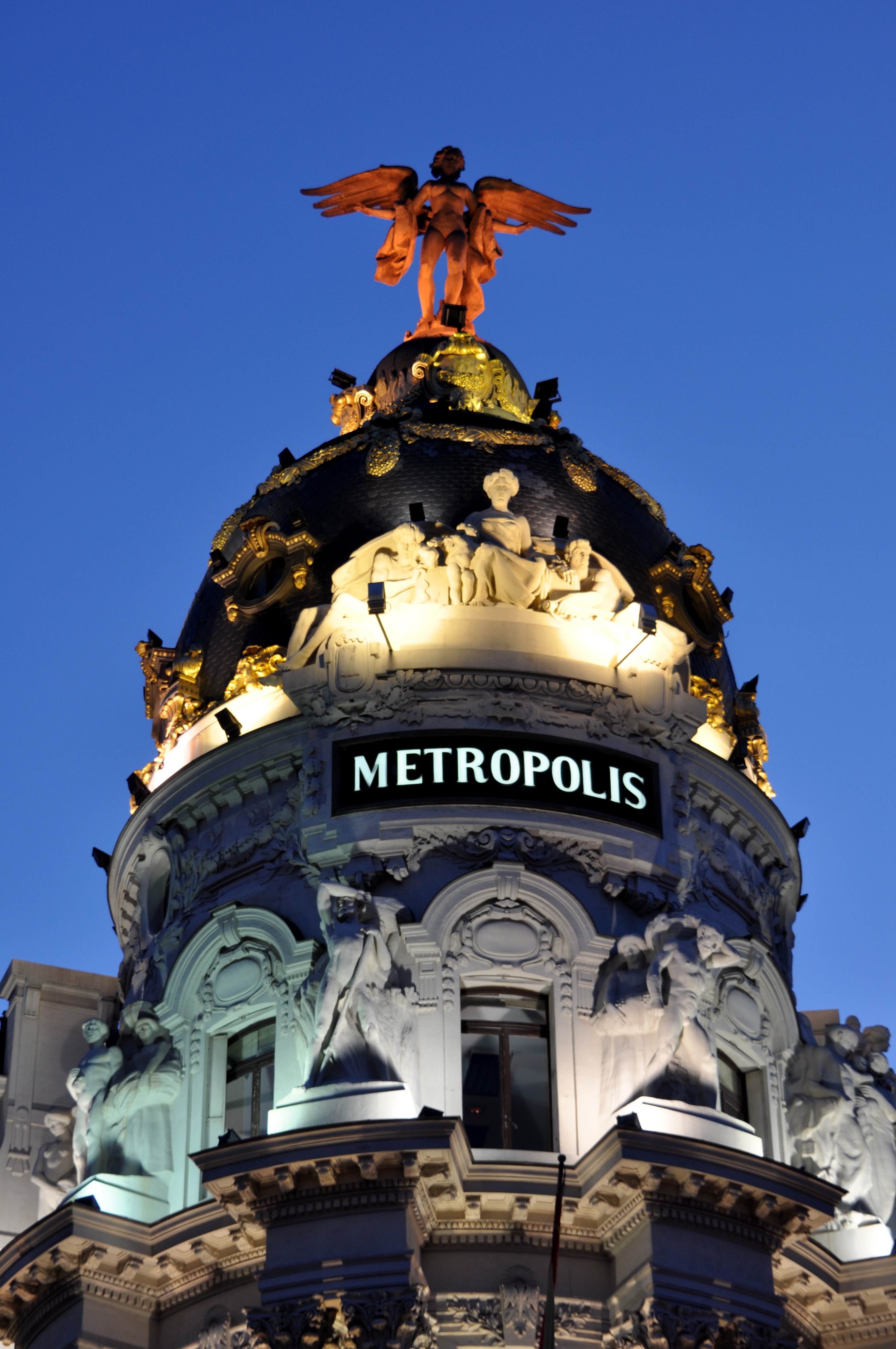
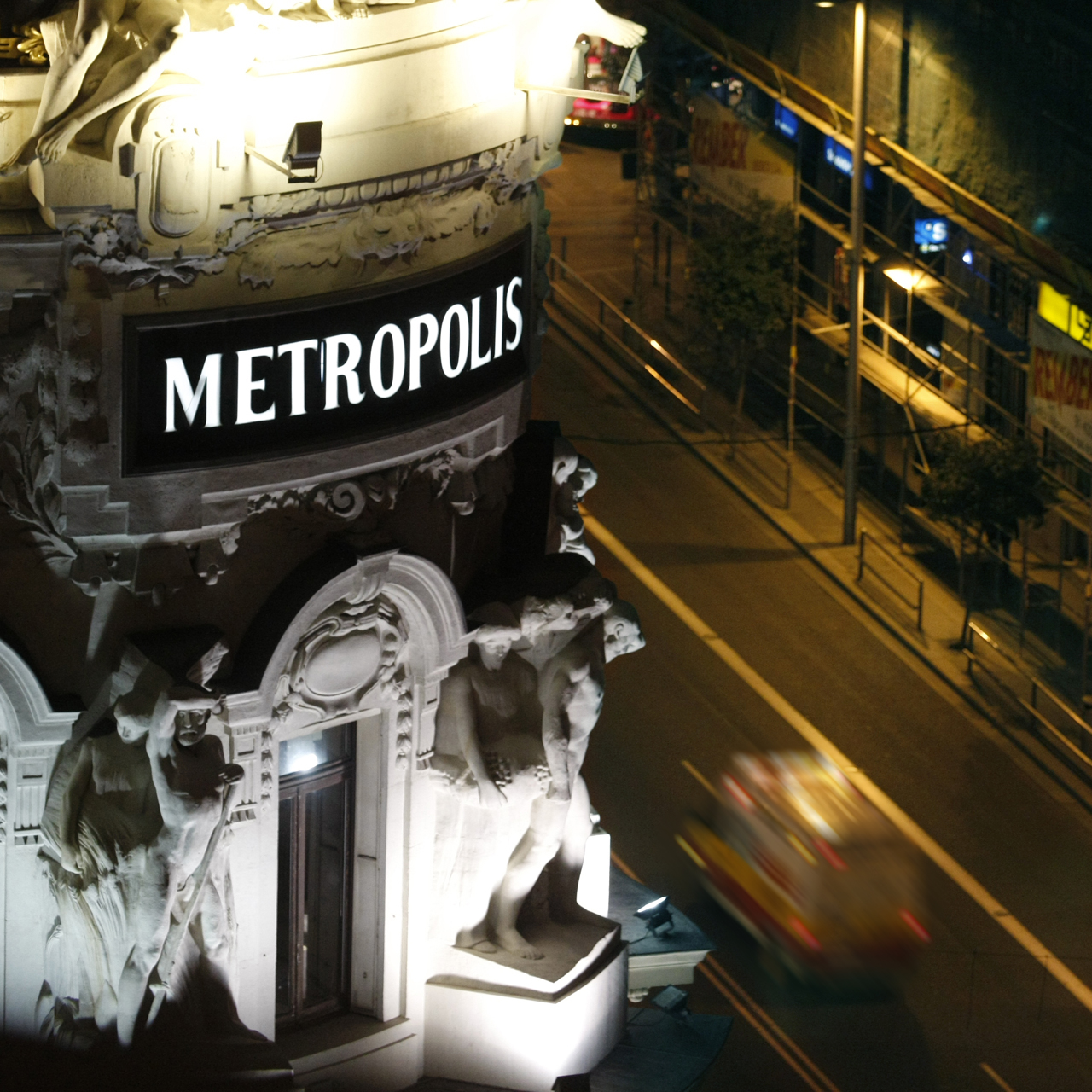
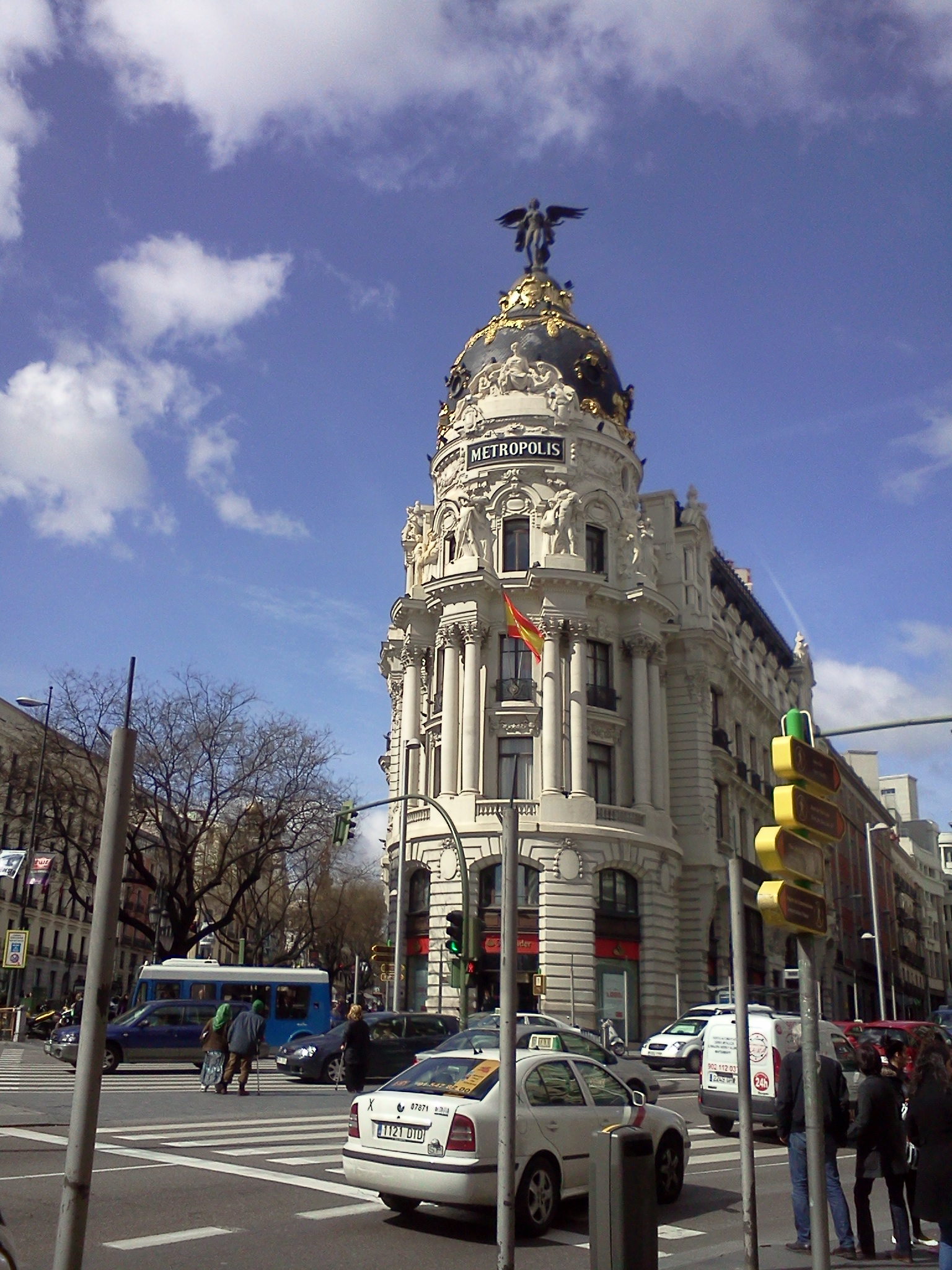